# Castello di Arceto
Il castello di Arceto è un edificio che domina il centro storico dell'abitato di Arceto, frazione di Scandiano, in provincia di Reggio Emilia.

## Storia e descrizione
Tipico castello medioevale del quale sono ancora visibili i percorsi dei fossati e delle mura.
Attestato già alla fine del IX secolo, l'edificio venne consegnato ai vescovi di Reggio dall'imperatore Ottone I di Sassonia nel 962. Dopo essere appartenuto per anni alla famiglia Da Fogliano, Arceto venne ad essi strappato dagli Estensi e nel 1414 consegnato ai Boiardo, che provvidero a importanti interventi sugli edifici.
Nel 1441 fu investita del castello, tolto ai Da Fogliano, dal marchese di Ferrara Niccolò III d'Este Bernardina Lambertini, ordinando che fosse lasciato al figlio Feltrino Boiardo.
Nel 1474, dopo vari contrasti tra i due feudatari Matteo Maria Boiardo e Giovanni Boiardo, il territorio della Contea di Scandiano venne diviso: a Matteo Maria andarono i territori di Scandiano, Gesso, Torricella e Sabbione, mentre il cugino Giovanni prendeva Arceto, Casalgrande, Dinazzano, Salvaterra e Montebabbio. L’investitura per Giovanni Boiardo di detti territori fu confermata dalla Camera Ducale Estense una prima volta nel 1475 e successivamente nel 1490.
Nel 1499, alla morte del conte Camillo Boiardo, figlio di Matteo Maria Boiardo, successore di questi come feudatario di Scandiano, il territorio diviso nel 1474 si riunì nuovamente sotto il controllo di Giovanni Boiardo.
Nel 1565 il castello divenne di proprietà Ottavio I Thiene, marito di Laura Boiardo, figlia ed erede del penultimo feudatario Giulio Boiardo. La nobile famiglia dei conti Thiene, durante la sua amministrazione del feudo (1565-1622), fece costruire all'interno del castello l'oratorio dedicato a San Rocco e la rocca.
Il castello, tra il 1622 ed il 1634 passò sotto il controllo diretto di Casa d'Este, per poi passare ai Bentivoglio e successivamente nel 1643 al ramo cadetto degli Este di Scandiano.
Nel 1740 il marchese Giovanni Battista De Mari restaurò la rocca, apportando importanti modifiche e aggiungendo degli edifici laterali. È del 1751 la realizzazione di un grande scalone interno ornato di cinque statue in terracotta.
Nel 1777 il castello passò a Livia De Mari (figlia di Giovanni Battista), sposata con il marchese Andrea Spinola della nobile famiglia genovese degli Spinola di San Luca, marchesi di San Donnino di Liguria, Arceto e Corticella. Nobili dei marchesi di Lerma.
Nel 1796 il castello di Arceto verrà tolto agli Spinola, in seguito all'abolizioni dei feudi.
Nel 1811 per decreto napoleonico il castello tornerà in possesso degli Spinola, che lo rivenderanno successivamente al banchiere Parodi; quest'ultimo lo rivenderà a sua volta a Flaminio Regnani.
Attualmente il Comune di Scandiano è proprietario di parte del castello e del piano nobile.